# ان‌جی‌سی ۱۲۴
ان‌جی‌سی ۱۲۴ (به انگلیسی: NGC 124) یک کهکشان مارپیچی با قدر ظاهری ۱۳٫۸ است که در صورت فلکی نهنگ قرار دارد.